# Imaginea de apoi
Imaginea de apoi este un film din 2016 regizat de Andrzej Wajda.